# Brambleleaf Island
Brambleleaf Island ist eine mit Tussock bewachsene Insel im Archipel Südgeorgiens im Südatlantik. Sie liegt südöstlich der Iris Bay, östlich der Twitcher Bay und nördlich des Lewaldgletschers.
Das UK Antarctic Place-Names Committee benannte sie 2009. Namensgeberin ist der Tanker RFA Brambleleaf von der Royal Fleet Auxiliary, der im April 1982 als Versorgungsschiff im Falklandkrieg bei der Rückeroberung Südgeorgiens nach der Invasion durch die Streitkräfte Argentiniens im Einsatz war.